# Burgberg Zschaitz

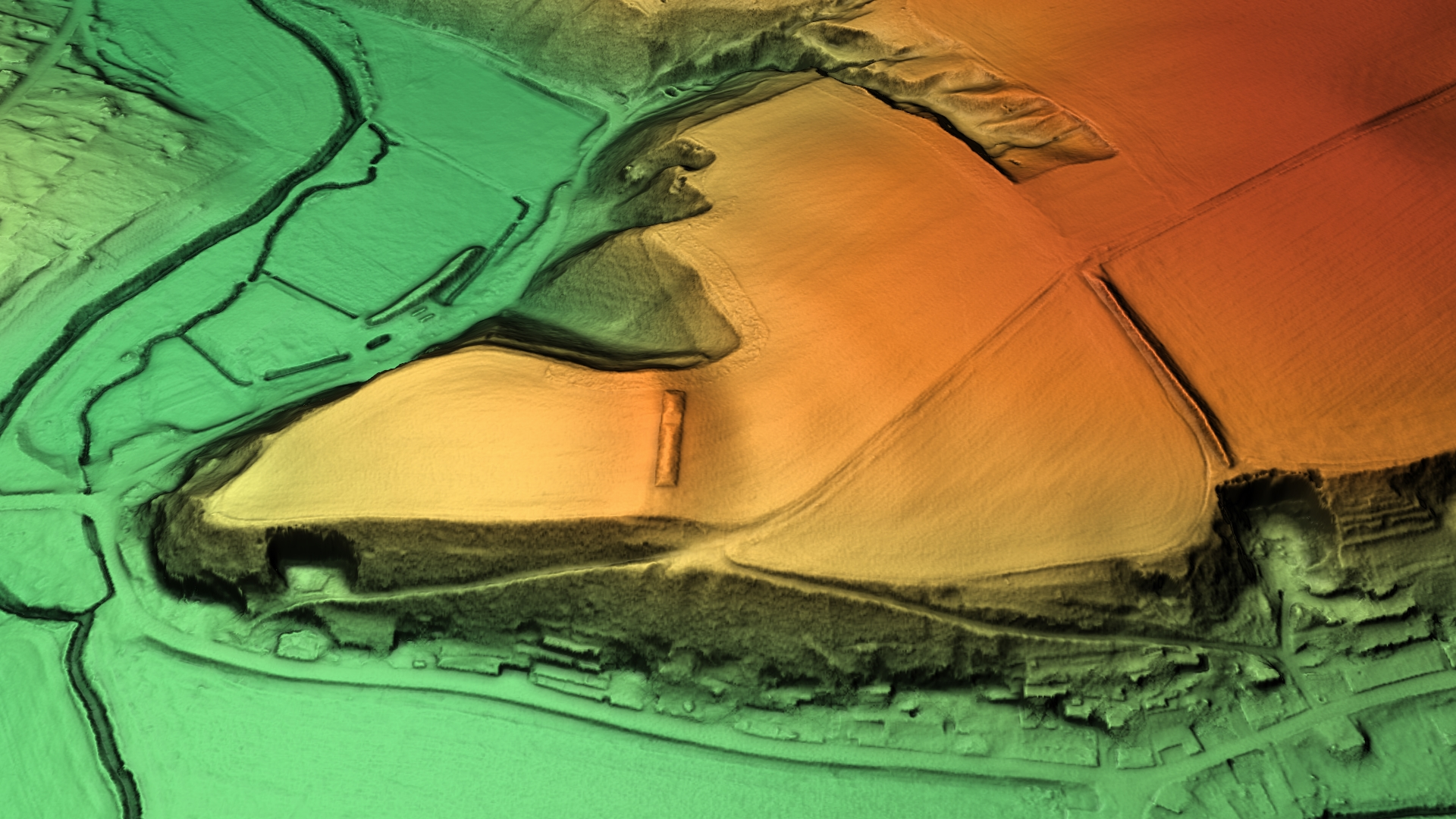
3D-Ansicht des digitalen Geländemodells

Der Zschaitzer Burgberg oder Burgberg Zschaitz gehört zu den herausragenden vorgeschichtlichen und frühmittelalterlichen Burgwallanlagen im mittelsächsischen Raum.

## Lage
Die Anlage liegt auf einem markanten Porphyr-Bergsporn über dem Jahnatal, dessen Steilhänge im Westen, Süden und Norden von der Jahna umflossen werden.

## Beschreibung
An den natürlichen Schmalstellen des Plateaus erheben sich mehrere Abschnittswälle, die unterschiedlich erhalten sind und deren Hauptwall heute noch 3 Meter hoch ist. Eine Grabungskampagne des sächsischen Landesamtes für Archäologie im Jahre 2009 ergab zahlreiche mittelalterliche Befunde, bzw. Scherben der späten Bronze- und Eisenzeit. Während der Grabung wurden Grubenhäuser der Gaterslebener Kultur (4.200 v. Chr.) nachgewiesen.

## Geschichte
Aufgrund der gesicherten Bodenfunde war das Gelände zwischen 800 und 950 befestigt. Urkundlich wurde Zschaitz am 2. Juli 1046 als castellum nomine Zavviza erstmals erwähnt. Der Burgward Zschaitz war Teil der frühen Burgwardorganisation des ottonischen Reiches und Urkirche. Bis ins 19. Jahrhundert blieb das Dorf im Besitz des Meißner Domstiftes. Die im Ort auf einer weiteren Anhöhe gelegene Kirche ist vermutlich älter als deren Ersterwähnung im Jahre 1180 und steht nicht auf dem Gelände des Zschaitzer Burgberges. Da den Kirchen bei der Christianisierung der ungläubigen Wenden eine strategische Schlüsselrolle zukam, liegt die Schlussfolgerung nahe, dass der Standort des in den Urkunden erwähnten Burgwardes nicht mit dem des Zschaitzer Burgberges identisch ist. Indizien dafür sind die Lage des Burgwardes im benachbarten Schrebitz im gleichen Ersterwähnungs-Zeitraum und die fehlende Keramik des 11. Jahrhunderts.

## Aufbau
Dem Hauptwall bestand aus einer acht Meter breiten zweischaligen Holzkastenkonstruktion, deren Zwischenraum mit Lössmaterial gefüllt war. Dieser war ein sechs Meter breiter Graben vorgelagert. Durch die Magnetmessungen der Grabungskampagne 2009 wurden weitere drei vorgelagerte Grabensysteme nachgewiesen.

## Fauna und Flora
Auf und um den Burgberg finden sich in den Quellsenken- und Schluchtenwaldstandorten zahlreiche Tiere und seltene Pflanzen und Gewächse:

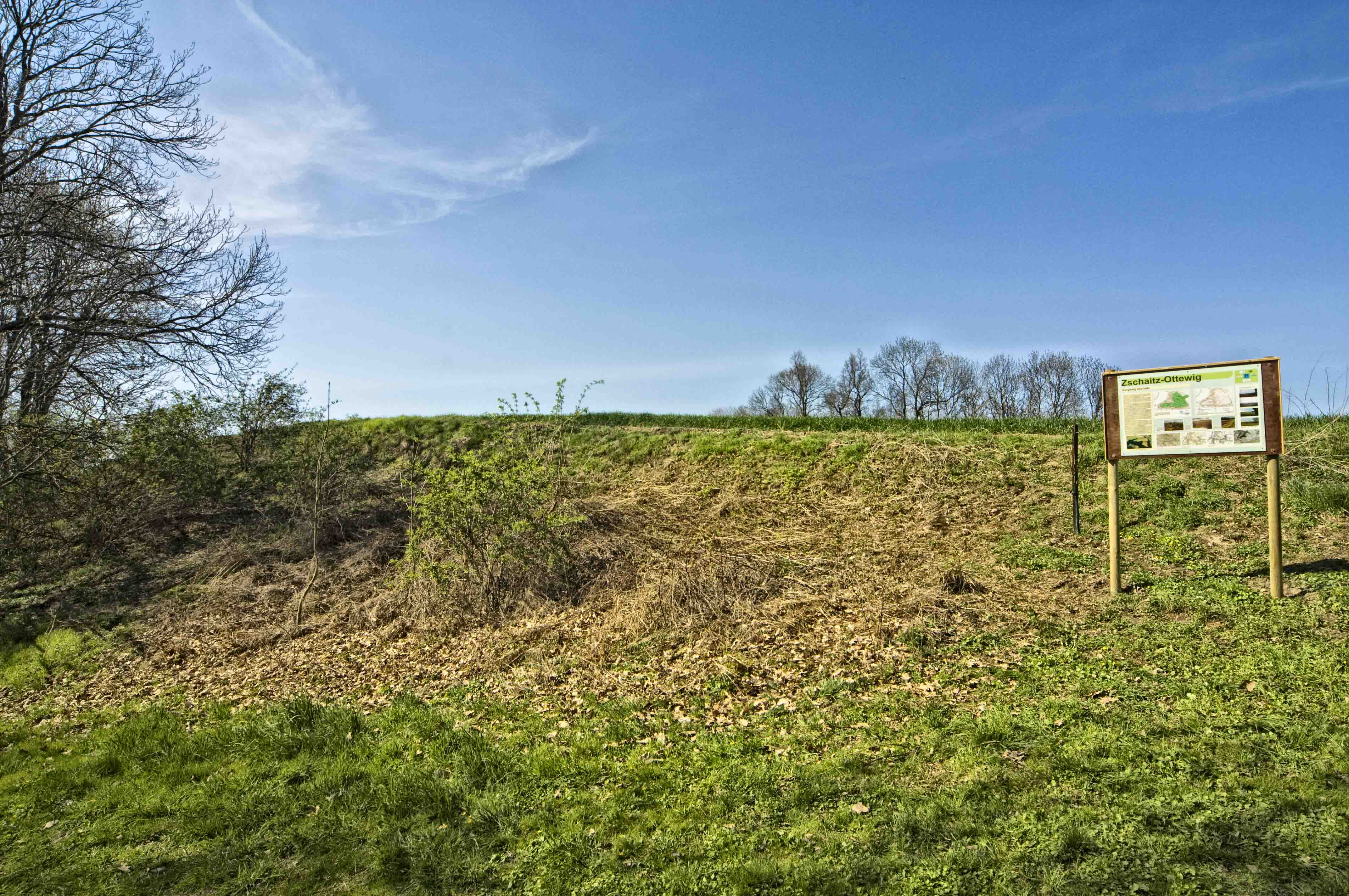
Wendische Wallanlage – Südseite

| Fauna | Flora |
| --- | --- |
| Fuchs, Fischotter, Mopsfledermaus, Kuckuck, Grünspecht, Singdrossel, Zilpzalp, Kleiber, Gartengrasmücke, Buchfink, Kiebitz, Nachtigall, Fitis, Kohlmeise, Mönchsgrasmücke, Drosselrohrsänger, Pirol, Klappergrasmücke, Amsel, Gartenrotschwanz, Dorngrasmücke, Sumpfrohrsänger, Roter Milan, Große Laubschnecke, Federwidderchen | Spitzahorn, Flatterulme, Winter-Linde, Eiche, Hainbuche, Feldahorn, Liguster, Scharbockskraut, Apfel-Rose, Märzveilchen, Nickendes Perlgras, Dreiteiliger Ehrenpreis, Wilde Möhre, Finger-Segge, Wiesen-Gelbstern, Weinberg-Lauch, Frühlings-Spark, über siebzig Scharfgarbenarten, wie die Edle Schafgarbe, Schwielen-Löwenzahn, Acker-Gelbstern, Gemeine Sichelmöhre, Hohe Schlüsselblume, Kleiner Mäuseschwanz, Brauner Storchschnabel, Erlen-Schillerporling |

## Gana
Der Chronist Widukind von Corvey berichtet, dass im Winter 928/929 König Heinrich I. die Hauptfestung der Wenden, die Burg Gana, genommen hat und mit seinen Truppen bis an die Mulde vorrückte. Der Burgberg Zschaitz wird immer wieder als möglicher Standort für die Burg Gana diskutiert. Gegen den Standort sprechen im Wesentlichen drei Hauptargumente:
1. Auf dem gesamten Gelände ist keine natürliche Wasserversorgung vorhanden.
2. Dass nur 115 Jahre später der ehemalige Hauptort Gana eine andere, zudem noch slawische Bezeichnung Zavviza trägt, ist unwahrscheinlich.
3. Die strategische Lage des Burgberges ist bezüglich des wendischen Zentralheiligtums Glomaci militärisch bedeutungslos.

## Bodenerosion
Durch die intensive landwirtschaftliche Nutzung ist das Bodendenkmal der mechanischen Verlagerung und zerstörerischen Bodenerosion durch den Bodenpflug ausgesetzt. Der Außenwall ist im Norden bereits völlig verschwunden.